# نووو سلو (راشکا)
نووو سلو (به صربی: Novo Selo) یک منطقهٔ مسکونی در صربستان است که در راشکا واقع شده‌است. نووو سلو ۳۵۱ نفر جمعیت دارد.